# La Surprise-partie de Mickey
Pour les articles homonymes, voir Surprise-partie (homonymie).
Pour plus de détails, voir Fiche technique et Distribution.
La Surprise-partie de Mickey (Mickey's Surprise Party) est un court-métrage d'animation américain des studios Disney, sorti le 18 février 1939.
Il s'agit d'un film promotionnel pour la  National Biscuit Company, une société américaine de biscuits, distributrice du film.

## Synopsis
Minnie prépare des cookies pour l'arrivée de Mickey et Pluto qui viennent lui rendre visite. Alors qu'elle s'absente, sa chienne Fifi fait tomber des grains de maïs dans la pâte. Minnie revient et met à cuire les cookies. Mickey et Pluto arrivent alors. Mickey demande ce qui brûle dans le four. Ce sont les cookies aux grains de maïs, ces derniers explosant en pop-corn. Minnie s'effondre en pleurs sur le divan tandis que Mickey pour la consoler part acheter des cookies de la marque National Biscuit, ce qui rend le sourire à Minnie.

## Fiche technique
- Titre original : Mickey's Surprise Party
- Titre français : La Surprise-partie de Mickey
- Série : Mickey Mouse
- Animation : Ollie Johnston
- Production : Walt Disney, John Sutherland
- Société de production : Walt Disney Productions
- Société de distribution : National Biscuit Company[1]
- Format : Couleur (Technicolor) - 1,37:1 - Son mono (RCA Photophone)
- Durée : 5 min
- Langue : (en)
- Pays :  États-Unis
- Dates de sortie :  États-Unis : 18 février 1939[1]

## Voix originales
- Walt Disney : Mickey Mouse
- Marcellite Garner : Minnie Mouse

## Voix françaises

### 1erdoublage (1990)
- Jean-Paul Audrain : Mickey Mouse
- Régine Teyssot : Minnie Mouse

### 2edoublage (1997)
- Jean-François Kopf : Mickey Mouse
- Marie-Charlotte Leclaire : Minnie Mouse

## Commentaires
- Le film n'est pas pris en compte officiellement car c'est un film publicitaire distribué par la National Biscuit Company et non par un distributeur cinématographique.
- Il marque l'une des rares apparitions de la chienne pékinoise de Minnie, Fifi.

## Titre en différentes langues
- Suède : Musses party

Source : IMDb